# ヴェルテマーテ・コン・ミノプリオ
ヴェルテマーテ・コン・ミノプリオ（伊: Vertemate con Minoprio）は、イタリア共和国ロンバルディア州コモ県にある、人口約4,100人の基礎自治体（コムーネ）。

## 地理

### 位置・広がり
コモ県南部のコムーネ。県都コモから南へ10kmの距離にある。

#### 隣接コムーネ
隣接するコムーネは以下の通り。
- カドラーゴ
- カントゥ
- チェルメナーテ
- クッチャーゴ
- フィーノ・モルナスコ

### 地震分類
イタリアの地震リスク階級 (it) では、4 に分類される
。